# Fede (album)
Fede è il terzo album in studio del rapper italiano MV Killa, pubblicato il 28 aprile 2023.

## Tracce
Testi di Antonio Lago e Marcello Valerio, musiche di Antonio Lago, eccetto dove indicato.
1. The world is yours – 2:06 (testo: Giorgio Pesenti, Marco Sarnataro, Marcello Valerio – musica: Giorgio Pesenti, Marc Prince)
2. Puortem rispett – 3:25
3. Me vogl bene (feat. Geolier) – 3:06 (testo: Antonio Lago, Emanuele Palumbo, Marcello Valerio)
4. E pensier mi – 3:37 (testo: Antonio Lago, Giorgio Pesenti, Marcello Valerio – musica: Antonio Lago, Giorgio Pesenti)
5. Rooftop (feat. Guè) – 2:56 (testo: Cosimo Fini, Antonio Lago, Marcello Valerio)
6. Tien o problem (feat. Vale Lambo) – 2:53 (testo: Valerio Apice, Antonio Lago, Marcello Valerio)
7. Vac pazz (feat. Yung Snapp) – 3:21
8. Sto chin (feat. MadMan e Gemitaiz) – 3:26 (testo: Pierfrancesco Botrugno, Davide De Luca, Antonio Lago, Marcello Valerio)
9. Ce l'amm fatt – 2:45 (musica: Antonio Lago, Fabiano Pagnozzi)
10. 25 motivi – 4:14 (testo: Guido Parisi, Marcello Valerio – musica: Guido Parisi)
11. Alaska (feat. Lele Blade) – 2:49 (testo: Alessandro Arena, Andrea Moroni, Marcello Valerio – musica: Andrea Moroni)
12. Nun chiagner chiu – 4:08 (musica: Antonio Lago, Fabiano Pagnozzi)
13. Fede – 2:31

### Tracce bonus della riedizione digitale
1. May Day – 2:46 (testo: Antonio Lago, Sewsi, Marcello Valerio – musica: Antonio Lago, Sewsi)
2. Casablanca – 2:37 (testo: Antonio Lago, Sewsi, Marcello Valerio – musica: Antonio Lago, Sewsi)
3. RSQ8 (feat. Ghali) – 2:14 (testo: Ghali Amdouni, Antonio Lago, Sewsi, Marcello Valerio – musica: Antonio Lago, Sewsi)
4. Goyard (feat. Yung Snapp & Tony Boy) – 3:24 (testo: Salvatore Allozzi, Antonio Hueber, Antonio Lago, Sewsi, Marcello Valerio – musica: Salvatore Allozzi, Antonio Lago, Sewsi)
5. Soft (feat. Lele Blade) – 2:14 (testo: Alessandro Arena, Antonio Lago, Marcello Valerio)
6. Rude Boy (feat. Fire!) – 2:32 (testo: Blaize Brooks, Antonio Lago, Sewsi, Marcello Valerio – musica: Antonio Lago, Sewsi)
7. Chrome Hearts (feat. DrefGold) – 2:42 (testo: Antonio Lago, Elia Specolizzi, Marcello Valerio)
8. Certificato RMX – 2:10 (testo: Sewsi, Marcello Valerio – musica: Sewsi)
9. Replay (feat. Clara) – 2:44 (testo: Giuseppe Alfano, Salvatore Mollica, Clara Soccini, Marcello Valerio – musica: Giuseppe Alfano, Salvatore Mollica)
10. Makai – 2:38 (testo: Salvatore Mollica, Marcello Valerio, Nicola Vignola – musica: Salvatore Mollica, Nicola Vignola)

## Classifiche
| Classifica (2023) | Posizione massima |
| ----------------- | ----------------- |
| Italia            | 26                |